# Лондон (Онтарио)
Лондон (енгл. London) је град у Канади у покрајини Онтарио. Према попису из 2021. у граду је живело 422.324 становника. Налази се између језера Хјурон и Ири, на пола пута од Торонта ка Детроиту.
Лондон је један од саобраћајних и индустријских средишта провинције. Важне индустријске гране су производња превозних средстава (локомотиве, војна возила, ауто-делови), биотехнологија и информационе технологије. Међународни аеродром у Лондону се налази 10 километара од града.
Прва тврђава на овом месту је настала 1826, док од 1855. Лондон има статус града.

## Становништво
Према резултатима пописа становништва из 2011. у граду је живело 366.151 становника, што је за 3,9% више у односу на попис из 2006. када је регистровано 352.395 житеља.
| 2006.   | 2011.   | 2016.   |
| ------- | ------- | ------- |
| 352.395 | 366.151 | 383.822 |